# Esquipulas del Norte
Esquipulas del Norte is een gemeente (gemeentecode 1507) in het departement Olancho in Honduras.
Het dorp heette vroeger Azacualpa. Het maakte deel uit van de gemeente Jano tot het in 1896 een zelfstandige gemeente werd.
Het dorp ligt in de buurt van Olanchito. In het oosten stroomt de rivier Mame.

## Bevolking
De bevolking is als volgt verdeeld:
| Vrouwen | 5341 | 48% |
| Mannen  | 5794 | 52% |

## Dorpen
De gemeente bestaat uit acht dorpen (aldea), waarvan het grootste qua inwoneraantal: El Encino (code 150703) en Los Encuentros (150706).